# Autoritatea de Tranziție a Națiunilor Unite din Cambodgia
Autoritatea de Tranziție a Națiunilor Unite din Cambodgia a fost parte din operațiunea de menținerea păcii a Națiunilor Unite în Cambodgia între 1992-1993 formată după Acordul de Pace de la Paris din 1991. A fost prima ocazie în care ONU a preluat administrarea unui stat indepedent, și a organizat alegeri (spre deosebire de monitorizare sau supraveghere),avea propriul post de radio și închisoare și a fost responsabil pentru promovarea și protejarea drepturilor omului la nivel național.

## Istorie
ATNUC a fondat în 1992 sub Rezoluția 745 al Consiliului de Securitate al Națiunilor Unite în acord cu Statul Cambodgiei, guvernul de facto al țării la acea vreme, să implementeze Acordul de Pace de la Paris din octombrie 1991. ATNUC a fost produsul unei activități diplomatice intense de-a lungul mai multor ani.
În frunte cu șeful misiunii Yasushi Akashi (Japonia), locotenent-generalul comandant de forță John Sanderson (Australia) și comisarul general de poliție, Klaas Roos (Olanda), ATNUC a implicat aproximativ 15,900 de militari, 3,400 de polițiști civili, 2,000 de civili și 450 de voluntari ai NU,precum și personal și interpreți recrutați local. În perioada electorală, peste 50.000 de cambodgieni au funcționat ca personal electoral și aproximativ 900 de ofițeri ai secției de votare internaționale au fost detașați de la guverne. Întreaga operațiune a costat peste 1,6 miliarde de dolari (echivalentul a 2,5 miliarde de dolari în 2017),  în mare parte din salariile pentru expatriați. Cele 46 de țări participante care furnizează observatori militari, poliție sau trupe au fost:
- Algeria
- Argentina
- Australia
- Austria
- Bangladesh
- Belgia
- Brunei
- Bulgaria
- Camerun
- Canada
- Chile
- China (Republica Populară)
- Columbia
- Coasta de Fildeș
- Egipt
- Fiji
- Franța
- Germania
- Ghana
- Ungaria
- India
- Indonezia
- Irlanda
- Italia
- Japonia
- Iordania
- Kenya
- Malaezia
- Maroc
- Namibia
- Nepal
- Olanda
- Noua Zeelandă
- Nigeria
- Norvegia
- Pakistan
- Filipine
- Polonia
- Rusia
- Senegal
- Suedia
- Tanzania
- Thailanda
- Tunisia
- Turcia
- Regatul Unit
- Statele Unite
- Uruguay[1][2]

### Obiectiv
Scopul ATNUC a fost să reinstaureze pacea și guvernul civil într-o țară ruinată de decenii de război civil și de intrigile Războiului Rece,să organizeze alegeri libere și corecte care să conducă la o nouă constituție și să „demareze” reabilitarea țării. Acesta urma să exercite „supravegherea” sau „supravegherea sau controlul” asupra tuturor aspectelor guvernului, inclusiv afacerilor externe, apărării naționale, finanțelor, securității publice și informațiilor și să supravegheze, monitorizeze și verifice retragerea și neîntoarcerea forțelor militare străine;să cantoneze, să dezarmeze și să demobilizeze facțiunile de luptă din Cambodgia, să confișeze cache-urile de arme și livrări militare, să promoveze și să protejeze drepturile omului, să supravegheze securitatea militară și să mențină legea și ordinea, să repatrieze și să reinstaleze refugiații și persoanele strămutate, să ajute la demersul minelor și la stabilirea instruirii programe de demontare și conștientizare a minelor, reabilitarea infrastructurii esențiale și asistarea la reconstrucția și dezvoltarea economică.

### Alegerile din 1993
Mai mult de 4 milioane de cambodgieni (90% din populația cu drept de vot) au participat la Alegerile din mai 1993, deși Khmerii Roșii sau Partidul Democrat din Kampuchea (PDK), ale căror forțe nu au fost niciodată dezarmate sau demobilizate, au interzis ca unii oameni să participe. Partidul Prințului Ranariddh FUNINPCC a fost primul partid ca procent cu un scor de 45,5% din voturi, urmat de partidul lui Hun Sen Partidul Poporului Cambodgian respectiv, Partidul Liberal Democrat Budist. FUNINPCC a intrat într-o coaliție alături de alte partide care au participat la alegeri. Partidele reprezentate în adunarea celor 120 de membri au procedat la elaborarea și aprobarea unei noi constituții, care a fost promulgată la 24 septembrie 1993. S-a instituit o democrație liberală pluripartidistă în cadrul unei monarhii constituționale, cu fostul prinț Sihanouk încoronat ca rege. Prințul Ranariddh și Hun Sen au devenit primul și al doilea prim-ministru, respectiv, în guvernul regal cambodgian (GRC). Constituția prevede o gamă largă de drepturi ale omului recunoscute la nivel internațional.

## Efectele operațiunii ATNUC
Norodom Sihanouk a avut multe rezerve cu privire la operațiunea UNTAC, deoarece prezența masivă a trupelor străine a dus la abuzul unor femei cambodgiene, stimulând prostituția și introducerea SIDA care a făcut ca Cambodgia să devină cea mai afectată țară de SIDA din Asia. Numărul lucrătorilor sexuali din statul Cambodgia a crescut de la aproximativ 6.000 în 1991, la peste 20.000 după sosirea personalului ATNUC în 1992. Până în 1995 erau între 50.000 și 90.000 de cambodgieni afectați de SIDA, conform unei estimări a OMS.
1. ↑  Cambodia. Lonely Planet
2. ↑  „UN Cambodia - UNTAC. Facts and Figures”. Arhivat din original la 31 mai 2017. Accesat în 29 iunie 2017.